# Egypt Air Cargo
Egypt Air Cargo (im Außenauftritt EGYPTAIR CARGO) ist eine ägyptische Frachtfluggesellschaft mit Sitz in Kairo und Basis auf dem Flughafen Kairo-International. Sie ist eine Tochtergesellschaft der Egypt Air.

## Flugziele
Egypt Air Cargo bedient von Kairo aus Ostende-Brügge, Addis Abeba, Mailand, Nairobi, Entebbe, Schardscha, Khartum und Istanbul. In Deutschland fliegt Egypt Air Cargo nach Frankfurt-Hahn und Düsseldorf.

## Flotte

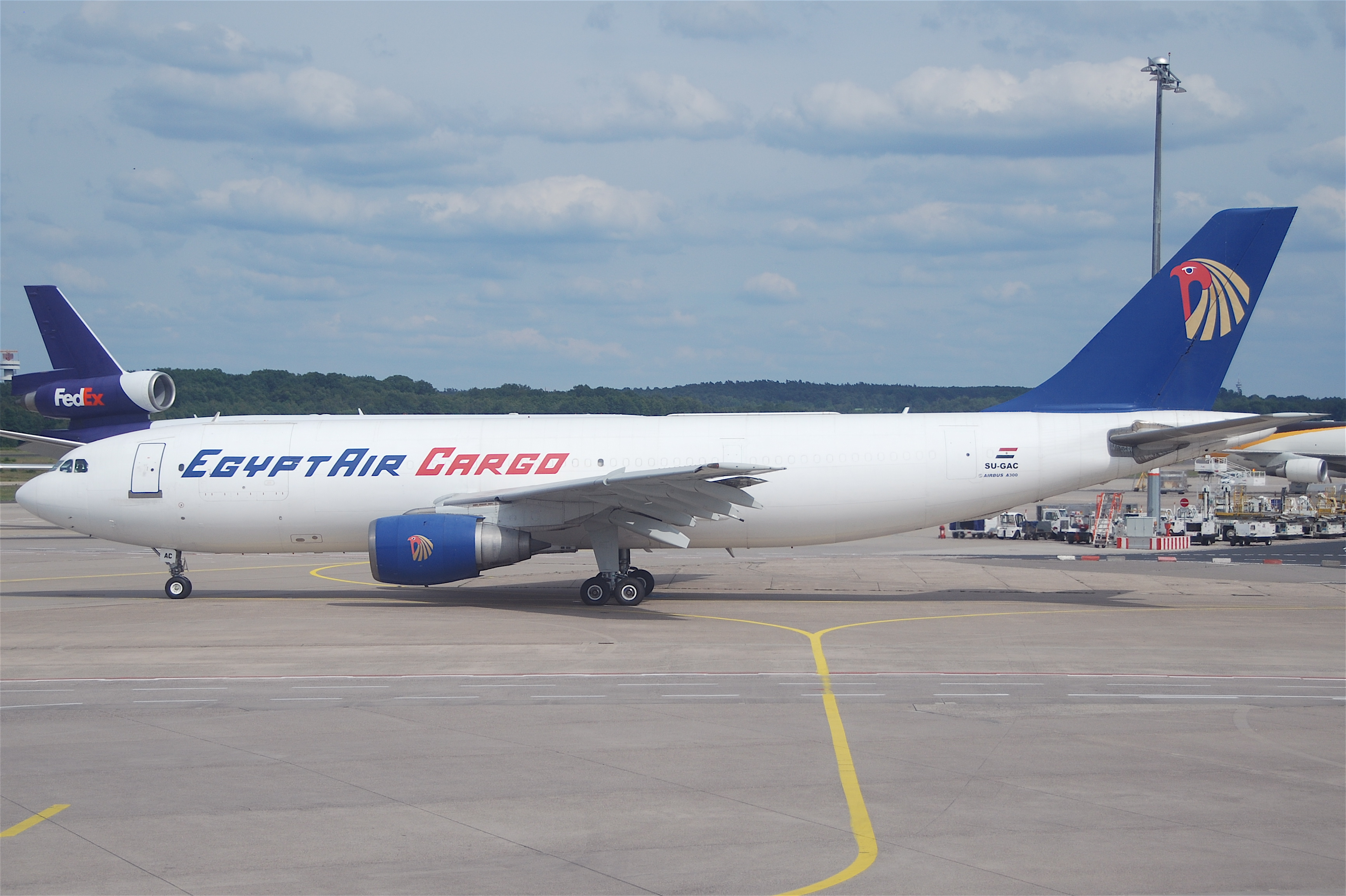
Airbus A300-200F der Egypt Air Cargo im alten Farbschema

Mit Stand März 2023 besteht die Flotte der Egypt Air Cargo aus vier Flugzeugen mit einem Durchschnittsalter von 17,6 Jahren:
| Flugzeugtyp        | Anzahl | bestellt | Luftfahrzeugkennzeichen          | Kapazität in kg |
| ------------------ | ------ | -------- | -------------------------------- | --------------- |
| Airbus A330-200P2F | 3      |          | SU-GCE, SU-GCF (inaktiv), SU-GCJ | 58.868          |
| Boeing 737-800(SF) | 1      |          | SU-GCP                           | 23,904          |
| Gesamt             | 4      |          |                                  |                 |

### Ehemalige Flugzeugtypen
- Airbus A300-200F
- Airbus A300-600RF